# Trevor Blokdyk
John Trevor Blokdyk (Krugersdorp, Transvaal, 30 november 1935 – Hekpoort (vlak bij Krugersdorp), 19 maart 1995) was een Zuid-Afrikaans Formule 1-coureur. Hij reed 2 Grands Prix, de Grand Prix van Zuid-Afrika van 1963 en 1965 voor het team Cooper. Hij stierf aan een hartaanval op 59-jarige leeftijd.